# Stade de Mugunga
 (avril 2025).
Le stade de Mugunga est un stade municipal situé à une quinzaine de kilomètre du centre ville de Goma, dans le quartier Lac vert dans la commune de Goma, en République démocratique du Congo. Il est utilisé principalement pour les matchs de football avec une capacité de 10 000 places assises

## Histoire
- 2017 : début de construction[2]
- 17 août 2023 : réception officielle du stade par les autorités provinciales et ouverture de celui-ci[1]

## Événements
- 20 août 2024 : lancement du tournoi de l'Institut supérieur des techniques appliquées de Goma (ISTA/Goma)[3]